# Pastiglie Leone
Pastiglie Leone è un'azienda dolciaria del Torinese, fondata nel 1857.

## Storia
Il suo fondatore, Luigi Leone aprì la sua bottega ad Neive e in pochi anni si trasferì a Torino per meglio servire i suoi clienti e la Casa Reale, molto affezionata alle sue pastiglie di zucchero.
Nel 1934 l'azienda venne rilevata da Giselda Balla Monero e dal fratello Celso Balla, i quali trasferirono i laboratori nella nuova sede di corso Regina Margherita 242 a Torino. Il complesso esiste ancora ed è composto da un grande corpo di fabbrica, che fa angolo con via Vicenza, e una palazzina in stile Liberty. Nel 2006 l'azienda venne poi trasferita a Collegno, in via Italia 46, sede attuale dell'azienda, che ha 70 dipendenti.
Nel luglio 2018 la direzione passa a Luca Barilla e la moglie Michela Petronio. 

## Le scatole di latta

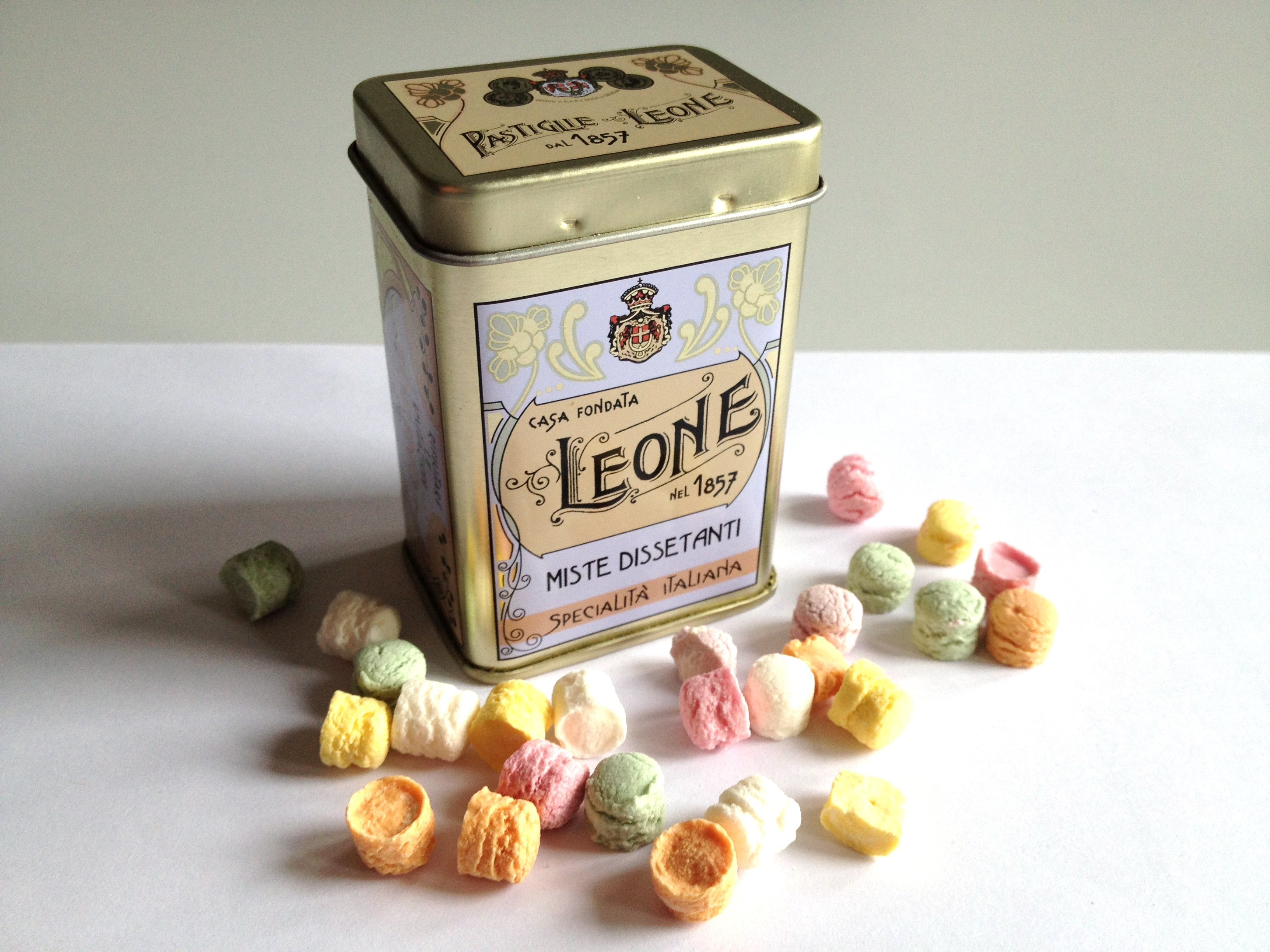
Confezione di Pastiglie Leone

Negli anni sono state prodotte numerose versioni delle scatole di latta delle pastiglie. Ne sono state create di diverse dimensioni (pocket da 15 grammi, normali da 42 grammi, scatole regalo di quantità variabile) e create anche delle edizioni limitate, come quella dedicata a Lupin III, e versioni celebrative, come quella per il 150° dell'unità d'Italia.
L'azienda, inoltre, produce anche altre tipologie di caramelle diverse dalle pastiglie (per esempio le gommose), vendute anch'esse talvolta in scatole di latta, e così pure il cioccolato.
Sul sito ufficiale delle pastiglie Leone è possibile trovare la storia e le foto delle principali scatole e dei relativi prodotti in esse contenute prodotte dall'azienda.
Vengono create anche lattine per eventi o negozi, che ne facciano richiesta (un esempio è il Caffè Confetteria Al Bicerin dal 1763, storico locale torinese in cui le Pastiglie Leone sono arredo stabile, oltre che pubblicizzate sui pannelli vitrei della devanture).

## Tipologie
Le pastiglie sono divise in 3 settori: le dissetanti, le digestive e le speciali.
Di seguito la lista di alcuni gusti:

### Dissetanti
- Mirtillo
- Anice
- Menta
- Limone
- Arancia
- Mandarino
- Fragola
- Ribes
- Lampone
- Violetta
- Vaniglia
- Cannella
- Fiori d'arancio

### Digestive
- Genziana
- Menta Genziana
- Erbe Alpine
- Chiodi di Garofano
- Arquebuse
- Mirra Menta
- Fernet
- Menta Fernet
- Camomilla
- Cedro Menta
- Cedro Salvia
- Brutti e buoni
- Rabarbaro
- Zenzero

### Speciali
- Ciliegia
- Caffè
- Assenzio
- Tè Verde
- Polar Strong
- Pastiglia di Natale
- Propoli
- Spezie
- Il Mercante di Venezia
- Le Pastiglie al Panettone Tre Marie
- Balsamica
- Liquirizia
- Cedrata Tassoni
- Martini Rosso
- Amarena Fabbri
- Torta al cioccolato
- Aperol Spritz
- Mojito